# فرنثيسكو باوتيستا
فرنثيسكو باوتيستا ‏ (1594 في مرسية - 20 ديسمبر 1679 في مدريد) مهندس معماري من الحقبة الباروكية.